# Classe Duca degli Abruzzi
La classe Duca degli Abruzzi di incrociatori leggeri della Regia Marina Italiana costituiva l'ultima delle cinque classi di incrociatori della serie Condottieri, una classe di incrociatori costruiti prima della seconda guerra mondiale, la maggior parte dei quali vennero battezzati in onore di condottieri italiani del periodo medievale e rinascimentale eccetto le navi della serie Duca degli Abruzzi, intitolati ad un esploratore e ad un eroe del Risorgimento e quelli della serie Cadorna, intitolati a due generali italiani della prima guerra mondiale. Le navi di questa sottoclasse, sacrificando un poco di velocità, hanno avuto, rispetto alle precedenti della classe Condottieri, un miglioramento della corazzatura e dell'armamento, con dei cannoni aggiuntivi per le batterie secondarie; trovarono ampio impiego durante la seconda guerra mondiale, partecipando alla battaglia di Punta Stilo e alla battaglia di Capo Matapan.
Dopo l'armistizio raggiunsero Malta e durante la cobelligeranza vennero schierate in Atlantico partecipando ad azioni di pattugliamento a fianco degli alleati. Nel dopoguerra entrarono a far parte della Marina Militare.

## Unità
Furono costruite due navi di questa classe:
- Luigi di Savoia Duca degli Abruzzi - Varato nel 1936 e completato nel 1937, dopo essere entrato a far parte della Marina Militare e sottoposto radicali lavori di ammodernamento tra il 1951 e il 1953, nel 1956 dopo la messa in disarmo delle corazzate della Classe Duilio ricoprì il ruolo di ammiraglia della flotta della Marina Militare, andando in disarmo nel 1961.
- Giuseppe Garibaldi - Varato nel 1936 e completato nel 1937, dopo essere entrato a far parte della Marina Militare venne posto in riserva nel 1953 e dal 1957 al 1961 venne ricostruito come incrociatore lanciamissili, ricoprirendo il ruolo di nave ammiraglia della Marina Militare Italiana fino al 1971, quando andò definitivamente in disarmo e fu il primo incrociatore lanciamissili ad entrare in servizio in una marina europea.

## Caratteristiche
Le navi appartenenti al tipo Duca degli Abruzzi si sono rivelate ottime unità tra le migliori similari della loro epoca, presentando un perfetto equilibrio fra protezione, velocità, tenuta di mare e armamento, grazie all'esperienza acquisita dalla realizzazione delle precedenti classi e i miglioramenti introdotti richiesero un aumento del dislocamento, che per queste unità superò le 9.000 tonnellate, con un incremento di dimensioni, che portarono la lunghezza dello scafo fuori tutto a 187 metri, risultando quindi tra le più lunghe unità della Regia Marina, precedute soltanto dalle Littorio, dai Trento e dal Bolzano.

Due viste della classe

Particolare cura era stata posta nello studio della corazzatura. La protezione verticale era costituita da tre paratie, di cui la prima di 30 mm di acciaio al nichelcromo, la seconda di 100 mm di acciaio cementato che poggiava su un cuscino di legno con funzione ammortizzante ed una terza paratia di 12 mm con funzione di paraschegge. La protezione orizzontale era costituita da una paratia dello spessore di 40 mm nel ponte di batteria e di spessore variabile tra i 20 e 90 mm nel ponte di coperta, mentre corazze curve dello spessore di 100 mm proteggevano i pozzi delle torri principali. La sovrastruttura presentava i due fumaioli ravvicinati e due catapulte, una per lato, che permettevano di imbarcare fino a quattro idrovolanti da ricognizione marittima IMAM Ro.43 biplani biposto a galleggiante centrale capaci di raggiungere circa i 300 km/h e con circa 1 000 km di autonomia, che avevano le ali ripiegabili all'indietro in modo da permetterne il ricovero sulle navi.
L'aumento delle dimensioni e del dislocamento richiese un aumento della potenza dell'apparato motore che era a vapore con due turbine tipo Belluzzo/Parsons alimentate dal vapore di otto caldaie a tubi d'acqua del tipo Yarrow/Regia Marina, con due caldaie in più rispetto alle precedenti realizzazioni della classe Condottieri. In queste caldaie, alimentate a nafta, l'acqua fluiva attraverso tubi riscaldati esternamente dai gas di combustione. Questa configurazione sfruttava il calore sprigionato dai bruciatori, quello delle pareti della caldaia e quello dei gas di scarico.
Nel XX secolo questo tipo di caldaia diventò il modello standard per tutte le caldaie di grosse dimensioni, grazie anche all'impiego di acciai speciali in grado di sopportare temperature elevate e allo sviluppo di moderne tecniche di saldatura. L'apparato motore forniva una potenza massima di 100 000 CV e consentiva alla nave di raggiungere la velocità massima di 35 nodi, con un'autonomia che ad una velocità media di 13 nodi era di 4.125 miglia, mentre alla velocità di 31 nodi era di 1 .900 miglia. I serbatoi avevano una dotazione massima di combustibile di 1.725 tonnellate.
L'armamento principale era costituito da cannoni da 152/55 Ansaldo Mod. 1934 a culla singola e a caricamento semi-automatico installati in quattro torri, di cui una trinata ed una binata nella sovrastruttura di prua ed una torretta trinata ed una binata a poppavia del secondo fumaiolo, per un totale di dieci cannoni.

Interno di una torre trinata da 152/55
I cannoni da 152/55

L'armamento antiaereo principale era costituito da 8 cannoni da 100/47 mm OTO in quattro complessi scudati, utili anche in compiti antinave, ma che con l'aumento della velocità dei velivoli e con le nuove forme di attacco in picchiata si mostrarono insufficienti alla difesa aerea e rivelarono una certa utilità solo nel tiro di sbarramento, tanto che per ovviare a tali inconvenienti venne approntato il complesso singolo modello 90/50 mm A-1938 con affusto stabilizzato che trovò impiego sulle Duilio e sulle Littorio ma non sulle Cavour.
L'armamento antiaereo secondario era costituito da 12 mitragliere Breda Mod. 31 da 13,2/76 mm e 8 mitragliere pesanti Breda 37/54 mm montate in 4 impianti binati che si rivelarono particolarmente utili contro gli aerosiluranti e in generale contro i bersagli a bassa quota.
Durante la guerra le mitragliere da 13,2 mm furono sostituite con mitragliere da Breda 20/65 Mod. 1935, che si rivelarono ottime armi, di facile uso e manutenzione, che disponevano di una notevole varietà di munizioni (traccianti, traccianti-esplodenti, ultrasensibili, dirompenti) e che furono praticamente usate su tutte le navi della Regia Marina.
L'armamento silurante era di 6 tubi lanciasiluri in 2 complessi tripli, che nel 1945 vennero rimossi e che trovavano posto in coperta circa a metà distanza fra i due fumaioli. Completavano l'armamento antisommergibile 2 lanciabombe di profondità.

## Galleria d'immagini

Salva di artiglierie prodiere da 152mm del Duca degli Abruzzi
Il Garibaldi in navigazione a poppa del Duca degli Abruzzi
L'incrociatore Garibaldi a Venezia dopo i lavori di ricostruzione